# Kramfors Kommunhus Aktiebolag
Kramfors Kommunhus Aktiebolag är ett svenskt förvaltningsbolag som agerar moderbolag för de verksamheter som Kramfors kommun har valt att driva i aktiebolagsform. Bolaget ägs helt av kommunen.

## Bolag
Källa: 
- Krambo Aktiebolag
- Kramfast AB
- Kramfors Mediateknik Aktiebolag